# Victorian Football Association 1883
Victorian Football Association 1883 var den syvende sæson i australsk fodbold-ligaen Victorian Football Association, og ligaen havde deltagelse af seks hold.
Ved sæsonens afslutning publicerede ligaen en liste over sæsonens fire bedste hold:
1. Geelong Football Club
2. South Melbourne Football Club
3. Carlton Football Club
4. Melbourne Football Club

Geelong Football Club vandt mesterskabet for femte gang – de fire første gange var i 1878, 1879, 1880 og 1882.